# Мэйси, Уильям
Уильям Х. Мэйси (англ. William Hall Macy, Jr.; род. 13 марта 1950) — американский актёр и сценарист, номинировавшийся на «Оскар» за роль второго плана в фильме братьев Коэнов «Фарго» (1996).

## Биография
Уильям Мэйси родился в Майами в семье лётчика Второй мировой войны. После школы поступил в колледж Бетани в Западной Вирджинии, где изучал ветеринарную медицину. В 1971 году переехал в Чикаго, где близко сошёлся с драматургом Дэвидом Мэметом. Работал в основанном с Мэметом в чикагском театре, в 1985 году вместе с ним обосновался в Калифорнии, где стоял у истоков новой труппы Мэмета, Atlantic Theatre Company.
После эпизодических появлений на большом экране в таких картинах, как «Дни радио» (1987) и «Клиент» (1993), Мэйси был выбран на второстепенную роль в нашумевшей трагикомедии братьев Коэнов «Фарго» (1996). В связи с успехом этого фильма был приглашён в 1997 году сняться в нескольких заметных кинолентах, включая «Плутовство», «Самолёт президента», «Психоз» и «Ночи в стиле буги».
Среди последующих фильмов с участием Мэйси — «Магнолия» (1999), «Сотовый» (2004) и «Реальные кабаны» (2007). В 2000-е годы Мэйси также принял участие в нескольких телевизионных проектах, за которые ему была в 2003 году дважды присуждена премия «Эмми». В частности, снимался в популярном телесериале «Скорая помощь» (1994—1998).

## Личная жизнь
С 6 сентября 1997 года Мэйси состоит в браке с актрисой Фелисити Хаффман, с которой он встречался 15 лет до их свадьбы. У супругов есть две дочери — София Грэйс Мэйси (род. 01.08.2000) и Джорджия Грэйс Мэйси (род. 14.03.2002).

## Фильмография

### Актёр
| Год       |    | Русское название                        | Оригинальное название                    | Роль                                    |
| --------- | -- | --------------------------------------- | ---------------------------------------- | --------------------------------------- |
| 1978      | с  | Земля пробуждения                       | The Awakening Land                       | Уилл Бигл                               |
| 1980      | ф  |                                         | Foolin' Around                           | Бронски                                 |
| 1980      | ф  | Где-то во времени                       | Somewhere in Time                        | критик                                  |
| 1983      | ф  | Без следа                               | Without a Trace                          | репортёр                                |
| 1984      | тф |                                         | The Boy Who Loved Trolls                 | (голос)                                 |
| 1985—1988 | с  | Спенсер                                 | Spencer: For Hire                        | Ефрем Коннорс                           |
| 1985      | ф  | Последний дракон                        | The Last Dragon                          | Джей Джей                               |
| 1986      | с  | Кейт и Элли                             | Kate & Allie                             | Карл                                    |
| 1987      | с  | Уравнитель                              | The Equalizer                            | доктор Спалдинг                         |
| 1987      | ф  | Эпоха радио                             | Radio Days                               | актер                                   |
| 1987      | ф  | Игорный дом                             | House of Games                           | cержант Моран                           |
| 1988      | ф  | Всё меняется                            | Things Change                            | Билли Дрейк                             |
| 1988      | с  | Убийство Мэри Фэган                     | The Murder of Mary Phagan                | Рэнди                                   |
| 1988      | тф |                                         | Lip Service                              |                                         |
| 1990—1992 | с  | Закон и порядок                         | Law & Order                              | Джон Маккормак / Пауэл                  |
| 1991      | ф  | Непредвиденное убийство                 | Homicide                                 | Тим Салливан                            |
| 1991      | тф | Водяной мотор                           | The Water Engine                         | Чарли Лэнг                              |
| 1993      | ф  | Быть человеком                          | Being Human                              | Борис                                   |
| 1993      | с  | Закон Лос-Анджелеса                     | L.A. Law                                 | Бернард Раскин                          |
| 1993      | ф  | Бенни и Джун                            | Benny & Joon                             | Рэнди Бёрч                              |
| 1993      | ф  | Выбор игры                              | Searching for Bobby Fischer              | отец Пити                               |
| 1994—1998 | с  | Скорая помощь                           | ER                                       | доктор Дейвид Моргенштерн               |
| 1994      | ф  | Клиент                                  | The Client                               | доктор Гринвэй                          |
| 1994      | ф  | Убийство первой степени                 | Murder in the First                      | мистер МакНейл                          |
| 1995      | ф  | Эволвер                                 | Evolver                                  | Эволвер                                 |
| 1995      | ф  | Олеанна                                 | Oleanna                                  | Джон                                    |
| 1995      | ф  | Опус мистера Холланда                   | Mr. Holland's Opus                       | зам. директора Ген Волтерс              |
| 1996      | ф  | Фарго                                   | Fargo                                    | Джерри Лундергаард                      |
| 1996      | тф | Андерсонвилль                           | Andersonville                            | полковник Чэндлер                       |
| 1996      | ф  | Убрать перископ                         | Down Periscope                           | Карл Нокс                               |
| 1996      | ф  | Призраки Миссисипи                      | Ghosts of Mississippi                    | Чарли Криско                            |
| 1997      | ф  | Колин Фитц                              | Colin Fitz Lives!                        | мистер О'Дэй / Колин Фитц               |
| 1997      | ф  | Самолёт президента                      | Air Force One                            | Майор Колдуэлл                          |
| 1997      | ф  | Ночи в стиле буги                       | Boogie Nights                            | «Малыш» Билл Томсон                     |
| 1997      | ф  | Плутовство                              | Wag the Dog                              | агент ЦРУ Чарльз Йанг                   |
| 1998      | ф  | Плезантвиль                             | Pleasantville                            | Джордж Паркер                           |
| 1998      | ф  | Психоз                                  | Psycho                                   | детектив Милтон Арбогаст                |
| 1998      | ф  | Гражданский иск                         | Civil action                             | Джеймс Гордон                           |
| 1998      | тф | Брак по расчету                         | The Con                                  | Бобби                                   |
| 1999      | ф  | Магнолия                                | Magnolia                                 | Донни Смит                              |
| 1999      | ф  | Таинственные люди                       | Mystery Men                              | Землекоп (Человек-Лопата)               |
| 1999      | ф  | Город счастья, штат Техас               | Happy, Texas                             | шериф Чаппи Дент                        |
| 1999—2000 | с  | Ночь спорта                             | Sports Night                             | Сэм Донован                             |
| 1999      | тф | Небольшое дело об убийстве              | A Slight Case of Murder                  | Терри                                   |
| 2000      | ф  | Жизнь за кадром                         | State and Main                           | Уолт Прайс                              |
| 2000      | ф  | Паника                                  | Panic                                    | Алекс                                   |
| 2001      | ф  | Парк юрского периода III                | Jurassic Park III                        | Пол Кирби                               |
| 2001      | ф  | Фокус                                   | Focus                                    | Лоуренс «Ларри» Ньюман                  |
| 2002      | тф | Очень маппетовское рождественское кино  | It's A Very Merry Muppet Christmas Movie | Гленн                                   |
| 2002      | тф | Дверь в дверь                           | Door to door                             | Билл Портер                             |
| 2002      | ф  | Добро пожаловать в Коллинвуд            | Welcome to Collinwood                    | Райли                                   |
| 2003      | ф  | Тормоз                                  | The Cooler                               | Берни Лутц                              |
| 2003      | ф  | Похищение Синатры                       | Stealing Sinatra                         | Джон Ирвин                              |
| 2003      | ф  | Фаворит                                 | Seabiscuit                               | Тик Ток МакЛахлин                       |
| 2003      | с  | Развал                                  | Out of Order                             | Стивен                                  |
| 2004      | ф  | Сотовый                                 | Cellular                                 | сержант Боб Муни                        |
| 2004      | тф | Обратимые ошибки                        | Reversible Errors                        | Арут Рейвен                             |
| 2004      | ф  | U-429: Подводная тюрьма                 | In Enemy Hands                           | командир Натан Трэверс                  |
| 2004      | ф  | Спартанец                               | Spartan                                  | Стоддард                                |
| 2005      | ф  | Сахара                                  | Sahara                                   | адмирал Джеймс Сэндекер                 |
| 2005      | ф  | Счастливчик Эдмонд                      | Edmond                                   | Эдмонд                                  |
| 2005      | ф  | Здесь курят                             | Thank You for Smoking                    | сенатор Ортолэн Финистерр               |
| 2005      | тф | Джиго                                   | The Wool Cap                             | Чарли Джигот                            |
| 2006      | с  | Ночные кошмары и фантастические видения | Nightmares and Dreamscapes               | Клайд Амни / Сэм Лэндри / Джордж Дэммик |
| 2006      | ф  | Бобби                                   | Bobbi                                    | Пол                                     |
| 2006      | мф | Волшебное приключение                   | The Magic Roundabout                     | Брайан                                  |
| 2006      | ф  | Внутренняя империя                      | Inland Empire                            | комментатор                             |
| 2007      | с  | Отряд «Антитеррор»                      | The Unit                                 | Президент США                           |
| 2007      | ф  | Реальные кабаны                         | Wild Hogs                                | Дадли Фрэнк                             |
| 2007      | ф  | Он был тихоней                          | He was a quiet man                       | мистер Шелби                            |
| 2008      | ф  | Сделка                                  | The Deal                                 | Чарли Бёрнс                             |
| 2008      | ф  | Барт снял номер в гостинице             | Bart Got a Room                          | Эрни Стин                               |
| 2008      | мф | Приключения Десперо                     | The Tale of Despereaux                   | Лестер                                  |
| 2009      | ф  | Кража в музее                           | The Maiden Heist                         | Джордж Маклендон                        |
| 2009      | ф  | Камень желаний                          | Shorts                                   | доктор Ноузворси                        |
| 2010      | ф  | Мармадюк                                | Marmaduke                                | Дон Твомбли                             |
| 2010      | ф  | Дрянная девчонка                        | Dirty Girl                               | Рэй                                     |
| 2011—2021 | с  | Бесстыжие                               | Shameless                                | Фрэнк Галлагер                          |
| 2011      | ф  | Линкольн для адвоката                   | The Lincoln Lawyer                       | Фрэнк Левайн                            |
| 2012      | ф  | Суррогат                                | The Sessions                             | отец Брендан                            |
| 2013      | ф  | Единственный выстрел                    | A Single Shot                            | Питт                                    |
| 2013      | ф  | Доверься мне                            | Trust Me                                 | Гари                                    |
| 2014      | ф  | Торт                                    | Cakes                                    | Леонард                                 |
| 2014      | ф  | Неуправляемый                           | Rudderless                               | Трилл                                   |
| 2014      | ф  | Никудышный вальс                        | Two-Bit Waltz                            | Карл                                    |
| 2015      | ф  | Уолтер                                  | Walter                                   | доктор Корман                           |
| 2015      | ф  |                                         | Dial a Prayer                            | Билл                                    |
| 2015      | ф  | Кража автомобилей                       | Stealing Cars                            | Филип Уайатт                            |
| 2015      | ф  | Комната                                 | Room                                     | Роберт                                  |
| 2016      | ф  | Кровный отец                            | Blood Father                             | Кирби Кёртис                            |
| 2017      | ф  | Кристал                                 | Krystal                                  | доктор Уайатт Огберн                    |
| 2022      | с  | Выбывшая                                | The Dropout                              | Ричард Фьюз                             |
| 2024      | ф  | Рики Стэники                            | Ricky Stanicky                           | Тед Саммерхейс                          |
| 2024      | ф  | Планета обезьян: Новое царство          | Kingdom of the Planet of the Apes        | Треватан                                |

### Продюсер
- 2004 — Джиго (ТВ) / The Wool Cap
- 2005 — Трансамерика / Transamerica
- 2006 — Приключения снеговика / Choose Your Own Adventure: The Abominable Snowman
- 2008 — Family Man
- 2014 — Неуправляемый / Rudderless

### Режиссёр
- 1988 — Lip Service (ТВ)
- 2011 — Бесстыжие / Shameless
- 2014 — Неуправляемый / Rudderless
- 2017 — Стоянка / The Layover

## Награды и номинации
| Премия                              | Год  | Фильм                                     | Категория                                                        | Результат |
| ----------------------------------- | ---- | ----------------------------------------- | ---------------------------------------------------------------- | --------- |
| «Оскар»                             | 1997 | «Фарго»                                   | Лучшая мужская роль второго плана                                | Номинация |
| «Золотой глобус»                    | 2003 | «Дверь в дверь»                           | Лучшая мужская роль в мини-сериале или телефильме                | Номинация |
| «Золотой глобус»                    | 2004 | «Фаворит»                                 | Лучшая мужская роль второго плана                                | Номинация |
| «Золотой глобус»                    | 2005 | «Джиго»                                   | Лучшая мужская роль в мини-сериале или телефильме                | Номинация |
| «Золотой глобус»                    | 2015 | «Бесстыжие»                               | Лучшая мужская роль в телевизионном сериале — комедия или мюзикл | Номинация |
| «Золотой глобус»                    | 2018 | «Бесстыжие»                               | Лучшая мужская роль в телевизионном сериале — комедия или мюзикл | Номинация |
| «Эмми»                              | 1997 | «Скорая помощь»                           | Лучшая приглашенный актёр в драматическом сериале                | Номинация |
| «Эмми»                              | 2000 | «Небольшое дело об убийстве»              | Лучшая мужская роль в мини-сериале или телефильме                | Номинация |
| «Эмми»                              | 2000 | «Ночь спорта»                             | Лучшая приглашенный актёр в комедийном сериале                   | Номинация |
| «Эмми»                              | 2003 | «Дверь в дверь»                           | Лучшая мужская роль в мини-сериале или телефильме                | Победа    |
| «Эмми»                              | 2003 | «Дверь в дверь»                           | Лучший сценарий мини-сериала или телефильма                      | Победа    |
| «Эмми»                              | 2004 | «Похищение Синатры»                       | Лучшая мужская роль второго плана в мини-сериале или телефильме  | Номинация |
| «Эмми»                              | 2005 | «Джиго»                                   | Лучший телефильм                                                 | Номинация |
| «Эмми»                              | 2005 | «Джиго»                                   | Лучшая мужская роль в мини-сериале или телефильме                | Номинация |
| «Эмми»                              | 2007 | «Ночные кошмары и фантастические видения» | Лучшая мужская роль в мини-сериале или телефильме                | Номинация |
| «Эмми»                              | 2014 | «Бесстыжие»                               | Лучшая мужская роль в комедийном сериале                         | Номинация |
| «Эмми»                              | 2015 | «Бесстыжие»                               | Лучшая мужская роль в комедийном сериале                         | Номинация |
| «Эмми»                              | 2016 | «Бесстыжие»                               | Лучшая мужская роль в комедийном сериале                         | Номинация |
| «Эмми»                              | 2017 | «Бесстыжие»                               | Лучшая мужская роль в комедийном сериале                         | Номинация |
| «Эмми»                              | 2018 | «Бесстыжие»                               | Лучшая мужская роль в комедийном сериале                         | Номинация |
| «Выбор критиков»                    | 2007 | «Бобби»                                   | Лучший актёрский состав                                          | Номинация |
| «Выбор телевизионных критиков»      | 2011 | «Бесстыжие»                               | Лучшая мужская роль в драматическом сериале                      | Номинация |
| «Спутник»                           | 1997 | «Фарго»                                   | Лучшая мужская роль — драма                                      | Номинация |
| «Спутник»                           | 2000 | «Город счастья, штат Техас»               | Лучшая мужская роль второго плана — комедия или мюзикл           | Победа    |
| «Спутник»                           | 2000 | «Небольшое дело об убийстве»              | Лучшая мужская роль в мини-сериале или телефильме                | Победа    |
| «Спутник»                           | 2003 | «Дверь в дверь»                           | Лучшая мужская роль в мини-сериале или телефильме                | Победа    |
| «Спутник»                           | 2004 | «Тормоз»                                  | Лучшая мужская роль — драма                                      | Номинация |
| «Спутник»                           | 2005 | «Похищение Синатры»                       | Лучшая мужская роль в мини-сериале или телефильме                | Номинация |
| «Спутник»                           | 2011 | «Бесстыжие»                               | Лучшая мужская роль в телевизионном сериале — драма              | Номинация |
| «Спутник»                           | 2015 | «Бесстыжие»                               | Лучшая мужская роль в телевизионном сериале — комедия или мюзикл | Номинация |
| «Спутник»                           | 2017 | «Бесстыжие»                               | Лучшая мужская роль в телевизионном сериале — комедия или мюзикл | Победа    |
| «Спутник»                           | 2018 | «Бесстыжие»                               | Лучшая мужская роль в телевизионном сериале — комедия или мюзикл | Победа    |
| «Спутник»                           | 2019 | «Бесстыжие»                               | Лучшая мужская роль в телевизионном сериале — комедия или мюзикл | Номинация |
| «Независимый дух»                   | 1992 | «Непредвиденное убийство»                 | Лучшая мужская роль второго плана                                | Номинация |
| «Независимый дух»                   | 1995 | «Олеанна»                                 | Лучшая мужская роль                                              | Номинация |
| «Независимый дух»                   | 1997 | «Фарго»                                   | Лучшая мужская роль                                              | Победа    |
| Национальный совет кинокритиков США | 1999 | «Магнолия»                                | Лучший актёрский состав                                          | Победа    |
| Национальный совет кинокритиков США | 2000 | «Жизнь за кадром»                         | Лучший актёрский состав                                          | Победа    |
| Премия Гильдии киноактёров США      | 1997 | «Фарго»                                   | Лучшая мужская роль второго плана                                | Номинация |
| Премия Гильдии киноактёров США      | 1998 | «Ночи в стиле буги»                       | Лучший актёрский состав                                          | Номинация |
| Премия Гильдии киноактёров США      | 2000 | «Магнолия»                                | Лучший актёрский состав                                          | Номинация |
| Премия Гильдии киноактёров США      | 2003 | «Дверь в дверь»                           | Лучшая мужская роль в мини-сериале или телефильме                | Победа    |
| Премия Гильдии киноактёров США      | 2004 | «Фаворит»                                 | Лучший актёрский состав                                          | Номинация |
| Премия Гильдии киноактёров США      | 2005 | «Джиго»                                   | Лучшая мужская роль в мини-сериале или телефильме                | Номинация |
| Премия Гильдии киноактёров США      | 2007 | «Бобби»                                   | Лучший актёрский состав                                          | Номинация |
| Премия Гильдии киноактёров США      | 2007 | «Ночные кошмары и фантастические видения» | Лучшая мужская роль в мини-сериале или телефильме                | Номинация |
| Премия Гильдии киноактёров США      | 2015 | «Бесстыжие»                               | Лучшая мужская роль в комедийном сериале                         | Победа    |
| Премия Гильдии киноактёров США      | 2016 | «Бесстыжие»                               | Лучшая мужская роль в комедийном сериале                         | Номинация |
| Премия Гильдии киноактёров США      | 2017 | «Бесстыжие»                               | Лучшая мужская роль в комедийном сериале                         | Победа    |
| Премия Гильдии киноактёров США      | 2018 | «Бесстыжие»                               | Лучшая мужская роль в комедийном сериале                         | Победа    |
| Премия Гильдии сценаристов США      | 2003 | «Дверь в дверь»                           | Лучший оригинальный сценарий сериала                             | Номинация |
| Премия Гильдии сценаристов США      | 2005 | «Джиго»                                   | Лучший адаптированный сценарий сериала                           | Номинация |